# Akt konstytutywny
Akt konstytutywny – akt prawny mający charakter twórczy tworzący, zmieniający lub znoszący stosunek prawny. Zmiana ta następuje z mocy samego aktu ex nunc w momencie, w którym akt ten staje się ostateczny (np. w momencie uprawomocnienia się orzeczenia sądowego).